# Yamatotettix pacificus
Yamatotettix pacificus är en insektsart som beskrevs av Webb 1986. Yamatotettix pacificus ingår i släktet Yamatotettix och familjen dvärgstritar. Inga underarter finns listade i Catalogue of Life.